# Elizabeth Hartman
Elizabeth Hartman, född 23 december 1943 i Youngstown, Ohio, död 10 juni 1987 i Pittsburgh, Pennsylvania, var en amerikansk skådespelare, mest känd för sin roll som Selina D'Arcy i En strimma solsken för vilken hon Oscarsnominerades för bästa kvinnliga huvudroll.

## Biografi
Hartman började skådespela när hon gick på high school, och vann Ohio Actress of the Year Award efter att ha spelat Laura i en skoluppsättning av Glasmenageriet. Hon studerade sedan på Carnegie Mellon University (samtidigt som hon spelade teater med Kenley Players under somrarna) och flyttade därefter till New York där hon fick en roll i den kortlivade pjäsen Everybody Out, The Castle Is Sinking. Rollen ledde till att MGM fick upp ögonen för henne; hon fick göra audition för regissören Guy Green och fick därefter rollen som blinda Selina i filmatiseringen av Elizabeth Katas roman Be Ready With Bells and Drums (En strimma solsken). För denna roll nominerades Hartman till en Oscar för bästa kvinnliga huvudroll och vann en Golden Globe för "Årets nya stjärna".
Efter genomslaget i En strimma solsken erbjöds Hartman enbart liknande roller som tvekande och nervös ung flicka, bland annat rollen som Joey i Gissa vem som kommer på middag. Hon tackade nej eftersom hon inte ville spela en till roll på temat "vit flicka möter svart man". Enligt hennes agent blev hon erbjuden upp emot 20 olika roller, varav alla var blinda, döva eller hade någon annan form av handikapp. Efter att ha tackat nej till flera roller började erbjudanden sina, och hon tackade ja till en roll i Sheriffen rensar stan eftersom hon behövde pengarna.
Kort därefter började Hartman uppvisa symtom på mental ohälsa, vilket ledde till att hon blev intagen på mentalsjukhus 19 gånger. Hon gjorde sin sista insats som skådespelare 1982, då hon gjorde rösten till Fru Brisby i Don Bluths tecknade film Brisby och Nimhs hemlighet. Under 1987 blev Hartman alltmer deprimerad, och den 10 juni samma år begick hon självmord genom att hoppa ut från en fönster från sin lägenhet på femte våningen.

## Filmografi
- 1965 – En strimma solsken
- 1966 – Gänget
- 1966 – Big Boy
- 1968 – Fixaren
- 1971 – Korpral McB - anmäld saknad
- 1971 – Night Gallery (Tv-serie)
- 1972 – In Pursuit of Treasure
- 1973 – Sheriffen rensar stan
- 1973 – The Wide World of Mystery (Tv-serie)
- 1973 – Intermission
- 1973 – Love, American Style (Tv-serie)
- 1975 – Doctors' Hospital (Tv-serie)
- 1980 – Willow B: Women in Prison (Tv-film)
- 1981 – Varulv på villovägar
- 1982 – Brisby och Nimhs hemlighet (röst)